# Patrik Andersson
Patrik Jonas Andersson (født 18. august 1971 i Bjärred, Sverige) er en svensk tidligere fodboldspiller, der spillede som forsvarsspiller hos adskillige europæiske klubber, samt for Sveriges landshold. Af hans klubber kan blandt andet nævnes Malmö FF i hjemlandet, FC Bayern München i Tyskland, samt spanske FC Barcelona.
Andersson blev to gange, i 1995 og 2001, kåret som Årets fodboldspiller i Sverige.[kilde mangler]

## Landshold
Andersson spillede over en periode på elleve år, mellem 1992 og 2002, hele 105 kampe for Sveriges landshold, hvori han scorede tre mål. Han deltog ved EM i 1992, VM i 1994, EM i 2000 samt VM i 2002.